# Чернохвостая луговая собачка
Чернохвостая луговая собачка (лат. Cynomys ludovicianus) — вид из рода луговых собачек семейства беличьи.

## Распространение
Вид широко распространён в Северной Америке, обитая на обширной территории от южной части канадской провинции Саскачеван и американского штата Монтана на севере, далее через западную и центральную часть Великих Равнин и до западной части штата Техас, Нью-Мексико и юго-восточной части Аризоны. Кроме того, обитает в северо-восточной части мексиканского штата Сонора и в северной части штата Чиуауа.
Естественная среда обитания — пустынно-степные ландшафты равнин и предгорий с низменной, относительно скудной растительностью. Встречаются на окраине городов.

## Внешний вид
Размеры средние, внешне напоминают сурков. Между самцами и самками существует половой диморфизм. Длина тела с головой колеблется от 352 до 415 мм. Вес взрослой особи — от 705 до 1675 г (подвержен сезонному колебанию). Самцы примерно на 10—15 % крупнее самок. Спина бурая или красно-бурая. Брюхо имеет более светлую окраску. Наружное ухо короткое, широкое. Защёчные мешки невелики. Хвост опущен. На передних лапах имеются крупные и мощные когти. Подошвы лап покрыты шерстью.

## Образ жизни
Ведёт наземный образ жизни. Приспособлена к рытью нор. Живёт крупными сообществами со сложной структурой отношений между отдельными особями. Активность приходится на день. Устраивает сложные норы, глубина которых может доходить до 3—5 м. В норе имеется гнездовая камера. Часто поднимается на задние лапы, чтобы осмотреть окрестности. В случае угрозы громко кричит. С конца июля-августа впадает в спячку. Пробуждается в феврале-марте.
Основу рациона составляют различные травянистые растения. Иногда поедают насекомых.

## Размножение
Период размножения зависит от места обитания, но, как правило, приходится на конец зимы-начало весны. Беременность короткая, длится около 30 дней. У самки бывает всего один выводок за год. В помёте от 1 до 8 детёнышей (в среднем — 3). Примерно через 63 дня детёныши отлучаются от груди матери. Половая зрелость наступает примерно через 730 дней. Максимальная продолжительность жизни в неволе — 11 лет (в дикой природе — 8 лет у самок, и 5 лет у самцов).